# Cappelenpriset

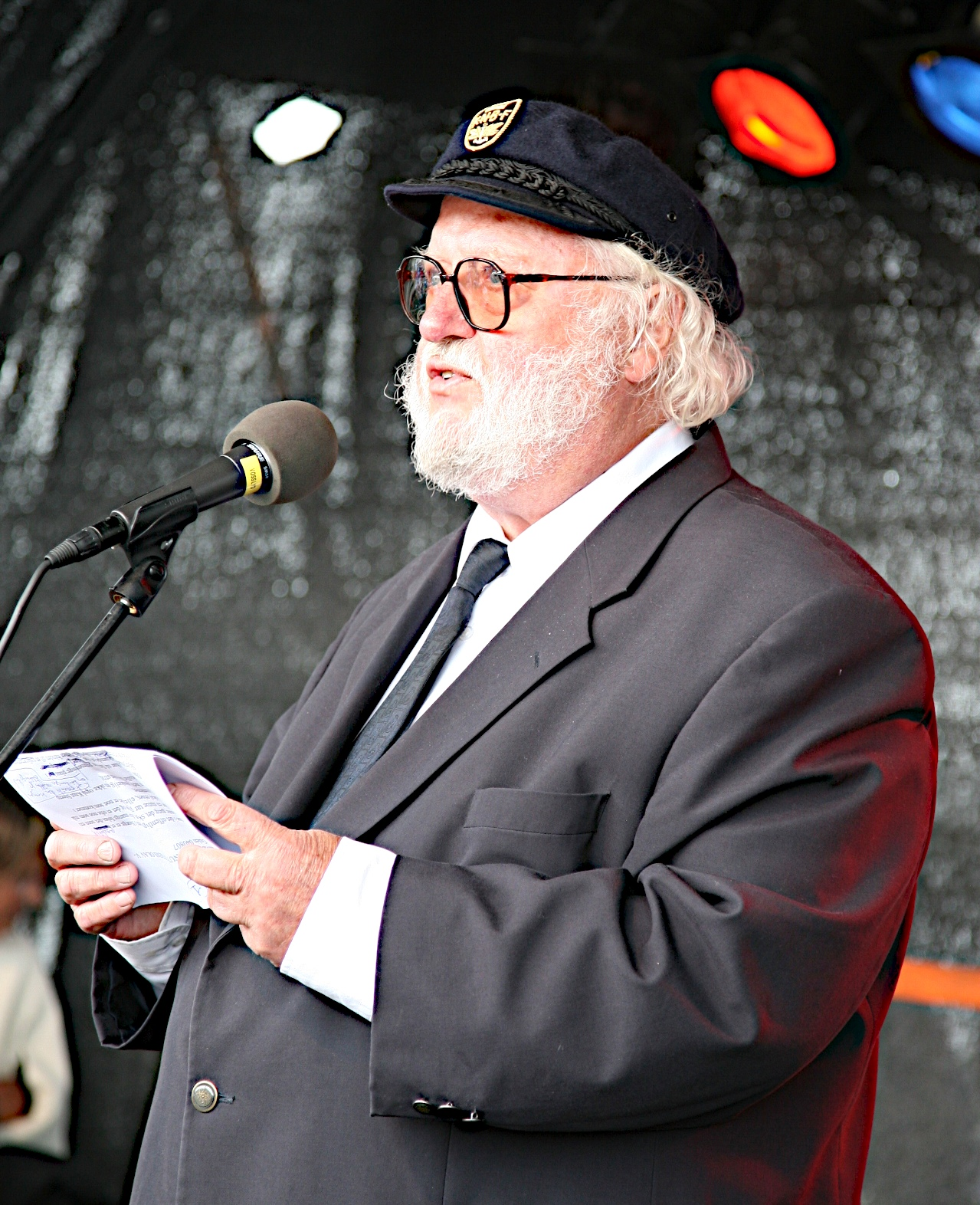
Jahn Otto Johansen mottog priset 1982

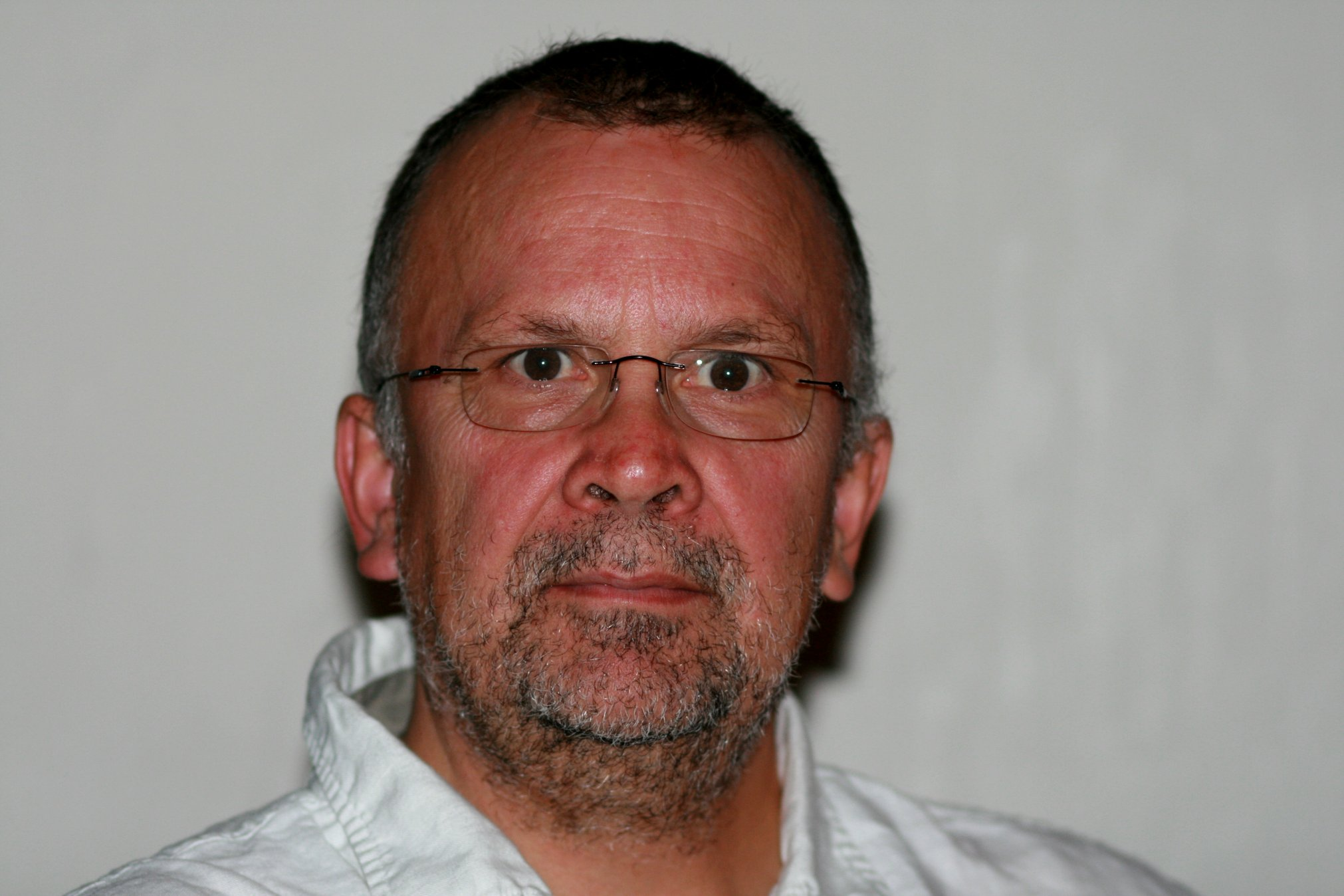
Rune Belsvik mottog priset 1984

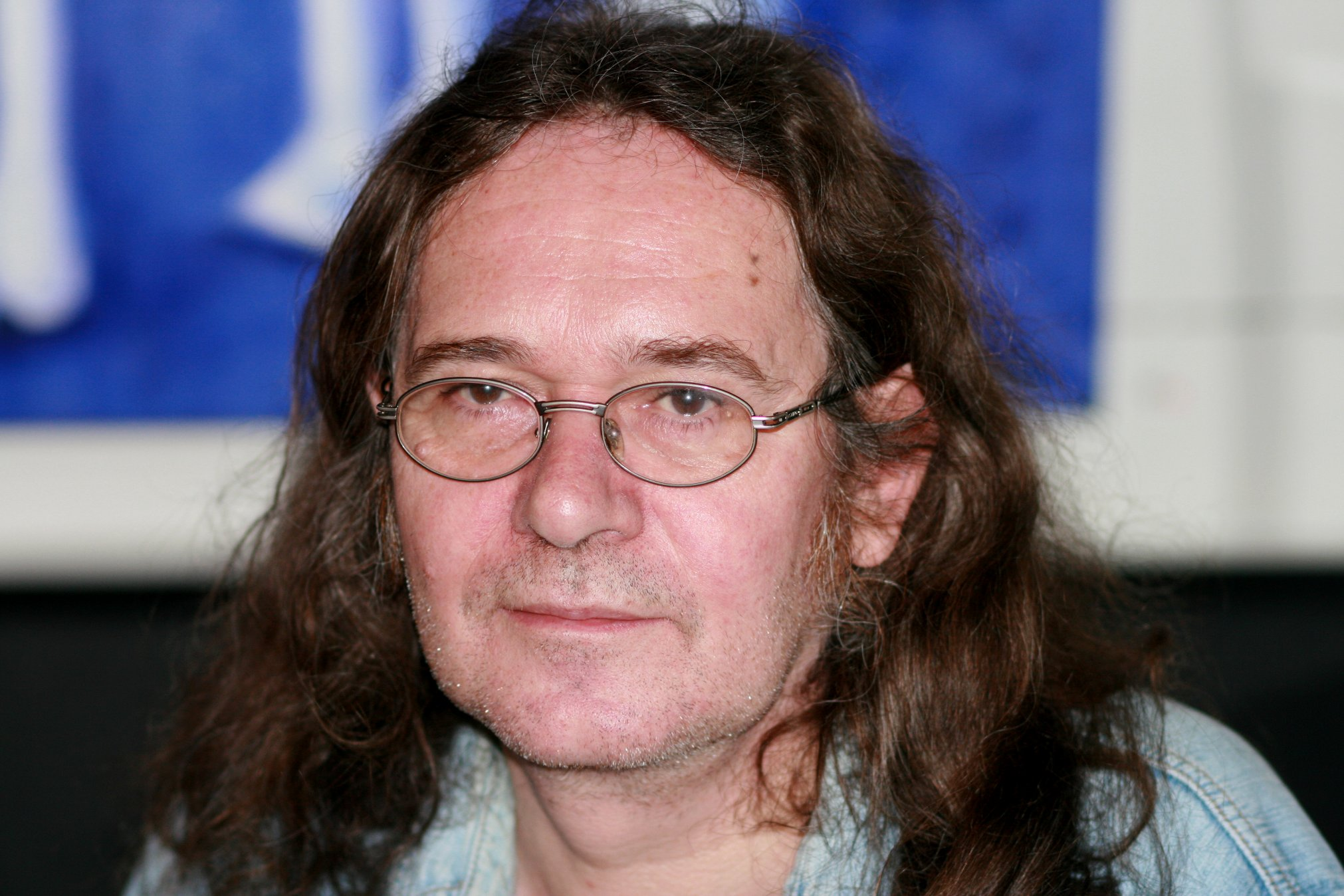
Ingvar Ambjørnsen mottog priset 1988

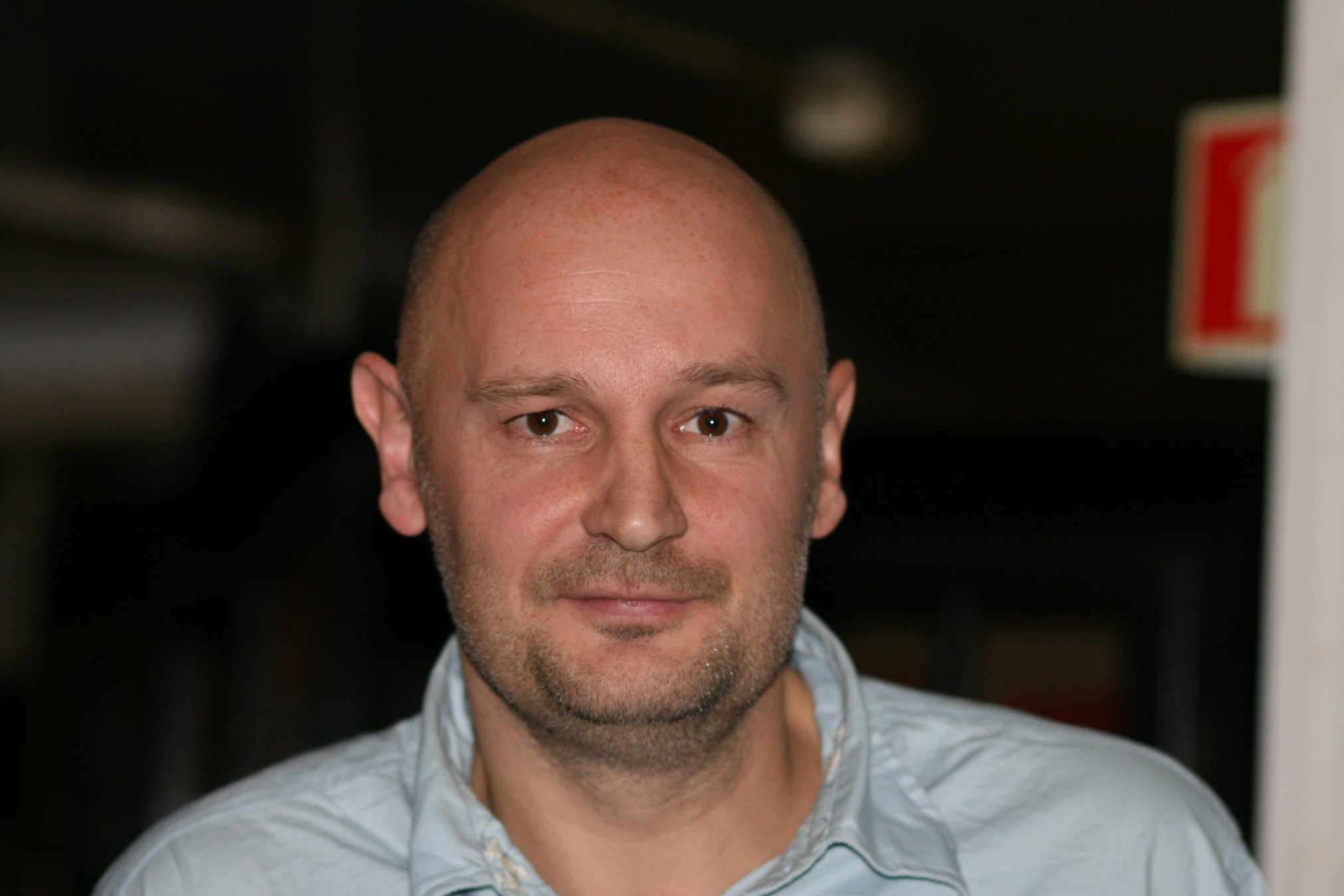
Erlend Loe mottog priset 1997

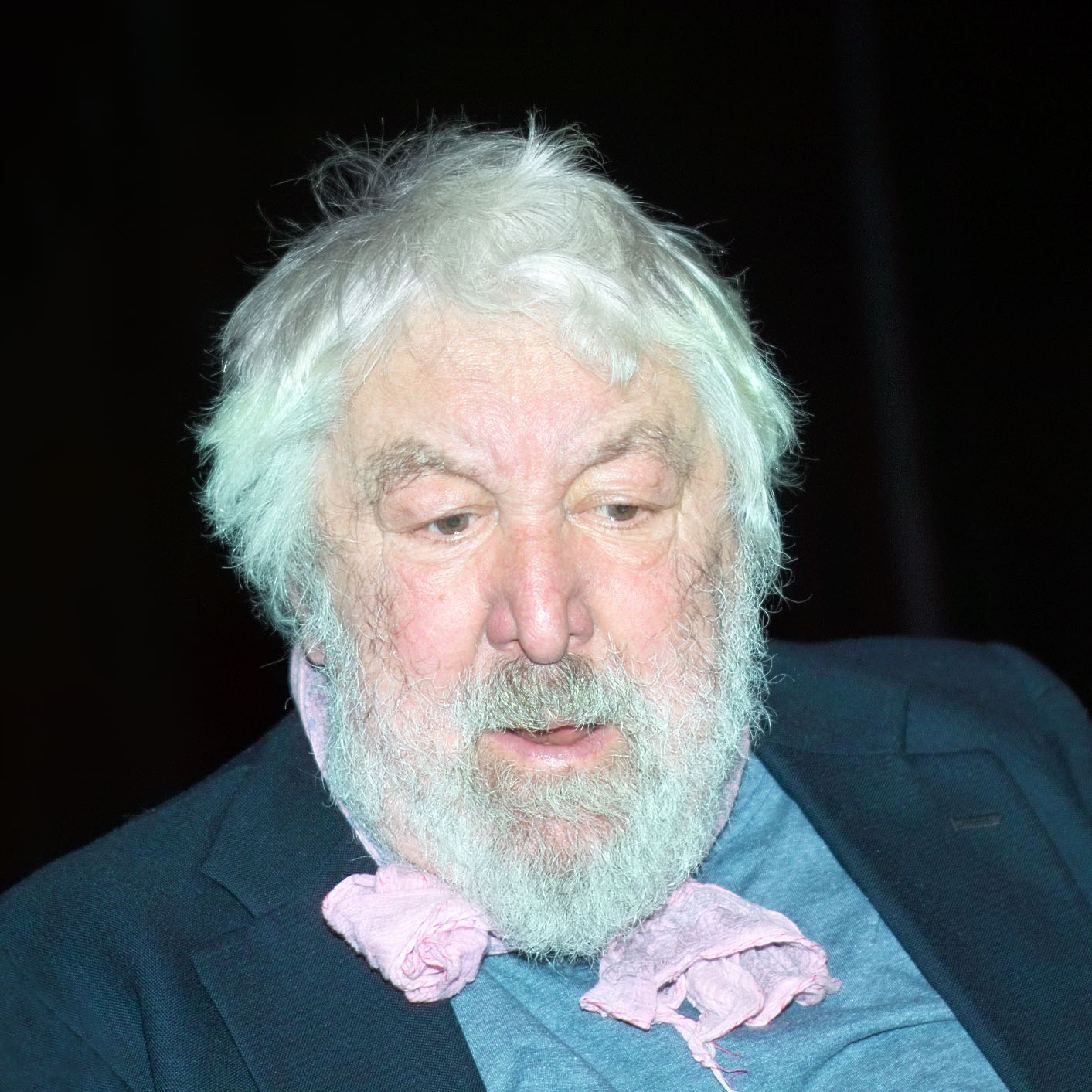
Georg Johannesen mottog priset 1999

Cappelenpriset (norska, Cappelenprisen) är ett litterärt pris som årligen utdelas av förlaget Cappelen.
Cappelenpriset utdelades för första gången i samband med förlagets 150-årsjubileum 1979, och utökades med flera prisklasser vid 175-årsjubileet 2004. Den tilldelas en av förlagets författare eller andra medarbetare för en särskilt värdefull insats. Priset utdelas efter omröstning bland förlagets administration. Sedan J.W. Cappelens Forlag och N.W. Damm & Søn bildade förlaget Cappelen Damm har Cappelenpriset inte delats ut.

## Pristagare

### Cappelens jubileumspris
- 1979 – Thorbjørn Egner
- 1980 – Odd Eidem
- 1981 – Hans Normann Dahl och Vivian Zahl Olsen
- 1982 – Bjørg Vik och Jahn Otto Johansen
- 1983 – Richard Herrmann, Otto Øgrim, Helmut Ormestad och Kåre Lunde
- 1984 – Lars Saabye Christensen, Ove Røsbak, Rune Belsvik och Karin Sveen
- 1985 – Kolbein Falkeid och Arvid Hanssen
- 1986 – Inger Margrethe Gaarder och Fredrik Skagen
- 1988 – Ingvar Ambjørnsen
- 1989 – Vigdis Hjorth
- 1990 – Kjell Arild Pollestad och Hans-Wilhelm Steinfeld
- 1991 – Paal-Helge Haugen
- 1992 – Axel Jensen
- 1993 – Erik Bye och Tor Bomann-Larsen
- 1996 – Gert Nygårdshaug
- 1997 – Erlend Loe
- 1999 – Georg Johannesen
- 2000 – Gro Dahle
- 2001 – Anne Holt
- 2002 – Jan Jakob Tønseth
- 2003 – Karin Fossum
- 2006 – Erik Fosnes Hansen och Torbjørn Færøvik

### Cappelens jubileumspris (tillägg 2004)

#### Skönlitteratur
- 2004 – Pedro Carmona-Alvarez och Ingeborg Arvola

#### Facklitteratur
- 2004 – Ørnulf Hodne

#### Undervisningslitteratur
- 2004 – Anne-Lise Gjerdrum